# شاپرک حوله‌پوش

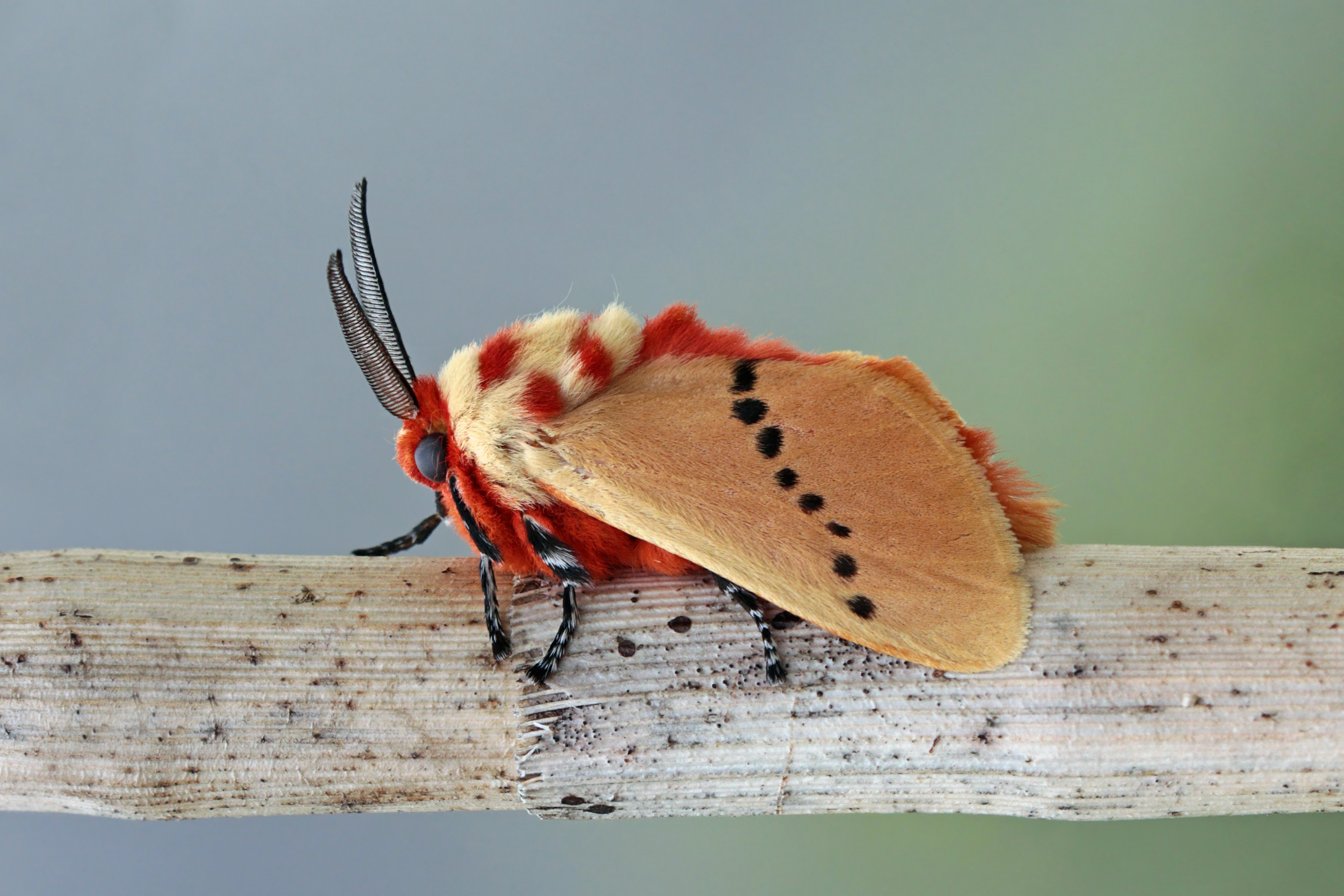
نگاره‌ای از یک شاپرک حوله‌پوش.

شاپرک حوله‌پوش (نام علمی: Trosia nigropunctigera) نام یک گونه از تیره حوله‌پوشان است.